# Gallerucida indica
Gallerucida indica is een keversoort uit de familie bladkevers (Chrysomelidae). De wetenschappelijke naam van de soort werd in 1880 gepubliceerd door Edgar von Harold.